# Raba Wyżna (stacja kolejowa)
Raba Wyżna – stacja kolejowa w Rabie Wyżnej, w województwie małopolskim, w Polsce. Według klasyfikacji PKP ma kategorię dworca lokalnego.

## Ruch pasażerski

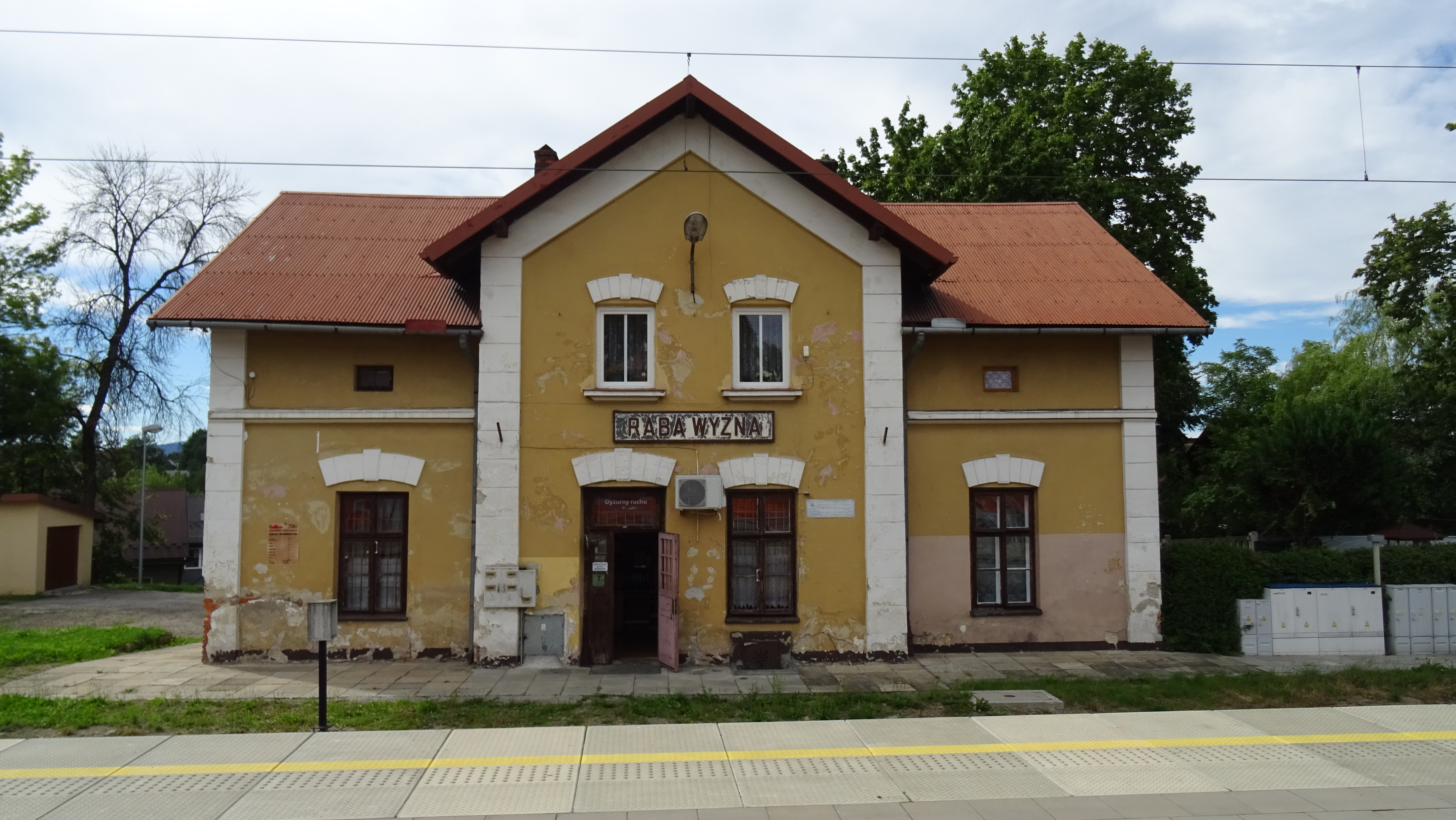
Budynek stacyjny

| Rok  | Wymiana pasażerska na dobę |
| ---- | -------------------------- |
| 2017 | 10-19                      |
| 2022 | 50-99                      |